# バンダイナムコフィルムワークス
株式会社バンダイナムコフィルムワークス（英: Bandai Namco Filmworks Inc.）は、日本の総合映像エンターテインメント企業。株式会社バンダイナムコホールディングスの完全子会社。日本動画協会・日本映像ソフト協会正会員。

## 概要
バンダイナムコグループでは2018年4月1日付で再編の一環として、バンダイビジュアルとランティスが合併してバンダイナムコアーツが発足して、映像と音楽のコンテンツ事業を行ってきたが、2022年4月1日付をもって、これまでのバンダイナムコアーツの映像事業を、バンダイナムコグループの存続子会社であるサンライズに吸収分割で移管したうえで、バンダイナムコライツマーケティングをサンライズに吸収合併するという手法で改めて再編が行われることになった。
その後、2022年2月8日に行われたバンダイナムコホールディングスの取締役会において、この会社の概要が決定した。この再編によって、約45年間（旧・サンライズスタジオ時代から通算して50年）にわたって磨き上げたサンライズブランドの個性を成長させると共に、4年間にわたってバンダイナムコアーツとのパートナーと培ってきたものを柔軟に広げていき、バンダイナムコライツマーケティングが定着してきたものをこの新会社に集める。
同年10月、CG制作会社のアニマへ資本参加。これにより、クオリティとスピード感をもったCG制作体制を確立し、アニマが得意とするフルCGアニメーション技術とサンライズブランドの得意とする手描き技術を組み合わせることでハイクオリティなオリジナルIP創出を加速していくとしている。
2023年4月、恵比寿オフィス（東京都渋谷区恵比寿1丁目18番14号 恵比寿ファーストスクエア、バンダイナムコアーツ旧本社）と神田オフィス（東京都千代田区神田鍛冶町3丁目5番地2 KDX鍛治町ビル、バンダイナムコライツマーケティング旧本社）をホワイトベース（荻窪本社、旧サンライズ本社）へ統合。
2024年4月1日付でエイトビットを完全子会社化、ならびにSUNRISE BEYONDを吸収合併し同社事業を承継した。
同年5月、つむぎ秋田アニメLabと業務提携を締結。これにより、BNFWはIPの創出力強化を、つむぎ秋田アニメLabは継続的にアニメーションを制作する環境を構築することで事業拡大を図っていくとしている。
同年6月、ランドック・スタジオと業務提携を締結。これにより、BNFWは3DCGと作画の制作体制を拡充することで新規IPの創出力強化を、ランドック・スタジオはIPプロデュース力を活用するとともに、継続的にアニメーションを制作する環境を構築することで事業拡大を図っていくとしている。

## 主な事業
サンライズ
アニメーション制作ブランド。株式会社サンライズより移行。当社発足以降は『最重要ブランド（レーベル）』として位置づける。
バンダイビジュアル・エモーション
映像レーベル。いずれもバンダイナムコアーツより移行。
バンダイチャンネル
映像配信サービス。バンダイナムコライツマーケティングより移行。

## 役員
2025年4月現在。
代表取締役社長
- 浅沼誠

取締役副社長
- 河野聡

常務取締役
- 佐々木新

取締役

- 伍賀一統
- 上山公一
- 小形尚弘
- 服部知博
- 垰義孝（非常勤）
- 古澤圭亮（非常勤）
- 金野徹（非常勤）
- 堀内美康（非常勤）

監査役

- 横倉源太
- 石原俊也（非常勤・社外）

執行役員

- 谷口理
- 仲吉治人
- 髙井愛
- 小西貴明
- 荒井優
- 吉田英明

## 関連会社

### 子会社
- バンダイナムコピクチャーズ
  - スタジオダブ（BNPいわきスタジオ）
- アクタス
- エイトビット
- エコーズ
- SUNRISE SHANGHAI CO., LTD.

### バンダイナムコグループ
- バンダイナムコミュージックライブ - 同じくバンダイナムコグループのIPプロデュースユニットに属する音楽総合エンターテインメント企業
- 創通 - 同じくバンダイナムコグループのIPプロデュースユニットに属する広告代理店
- Evolving G - 同じくバンダイナムコグループのIPプロデュースユニットに属する企業

### その他
- サブリメイション - 資本提携
- studioMOTHER - 出資
- アニマ - 資本参加
- つむぎ秋田アニメLab - 業務提携
- ランドック・スタジオ - 業務提携